# Estanzuela, San Luis Potosí
Estanzuela är en ort i Mexiko.   Den ligger i kommunen Mexquitic de Carmona och delstaten San Luis Potosí, i den centrala delen av landet, 400 km nordväst om huvudstaden Mexico City. Estanzuela ligger 1 864 meter över havet och antalet invånare är 1 379.
Terrängen runt Estanzuela är huvudsakligen platt, men västerut är den kuperad. Terrängen runt Estanzuela sluttar österut. Runt Estanzuela är det tätbefolkat, med 570 invånare per kvadratkilometer. Närmaste större samhälle är San Luis Potosí, 13,5 km söder om Estanzuela. Omgivningarna runt Estanzuela är i huvudsak ett öppet busklandskap.